# Triantha japonica
Triantha japonica är en kärrliljeväxtart som först beskrevs av Friedrich Anton Wilhelm Miquel, och fick sitt nu gällande namn av John Gilbert Baker. Triantha japonica ingår i släktet Triantha och familjen kärrliljeväxter. Inga underarter finns listade.

## Bildgalleri

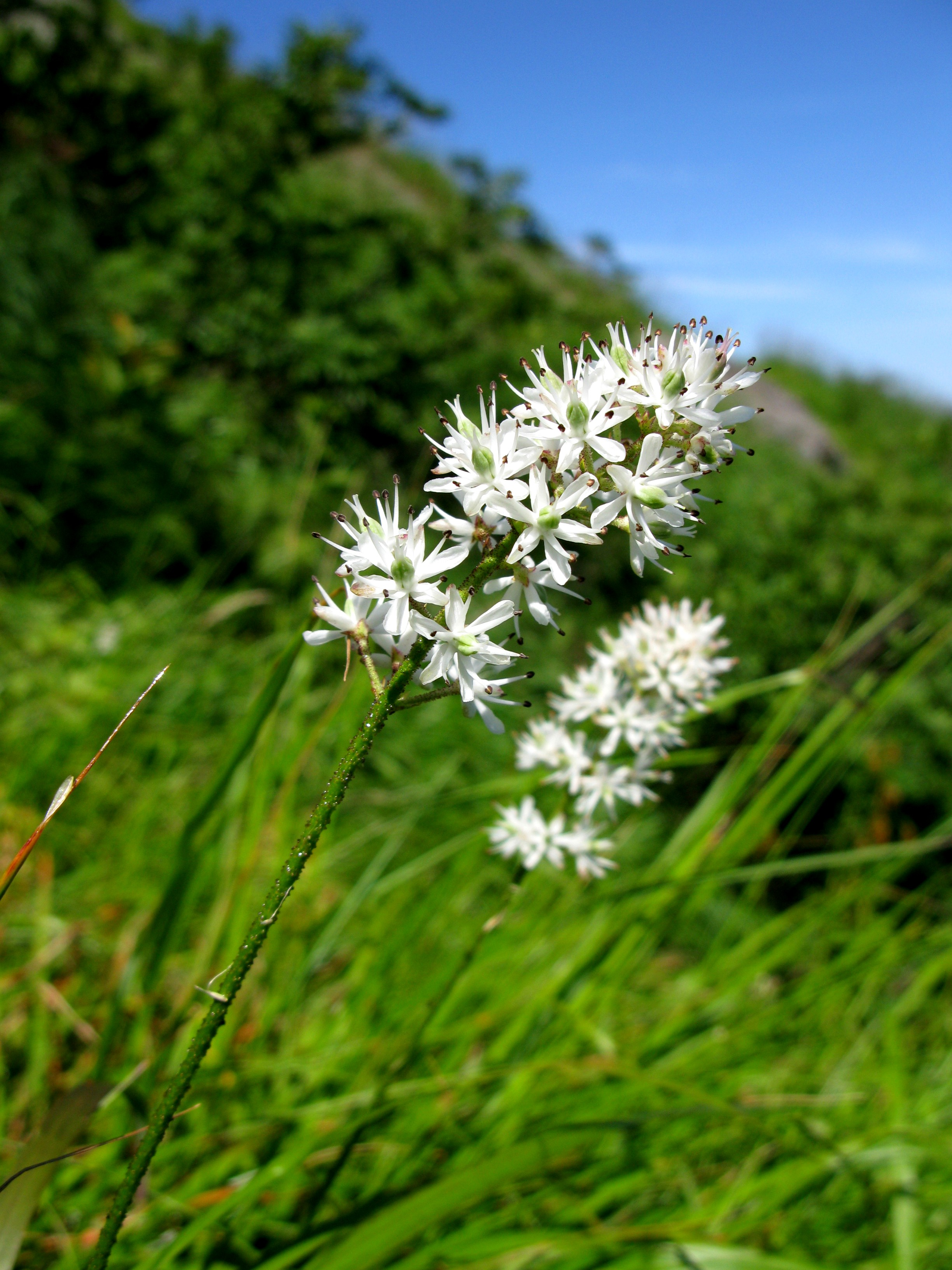
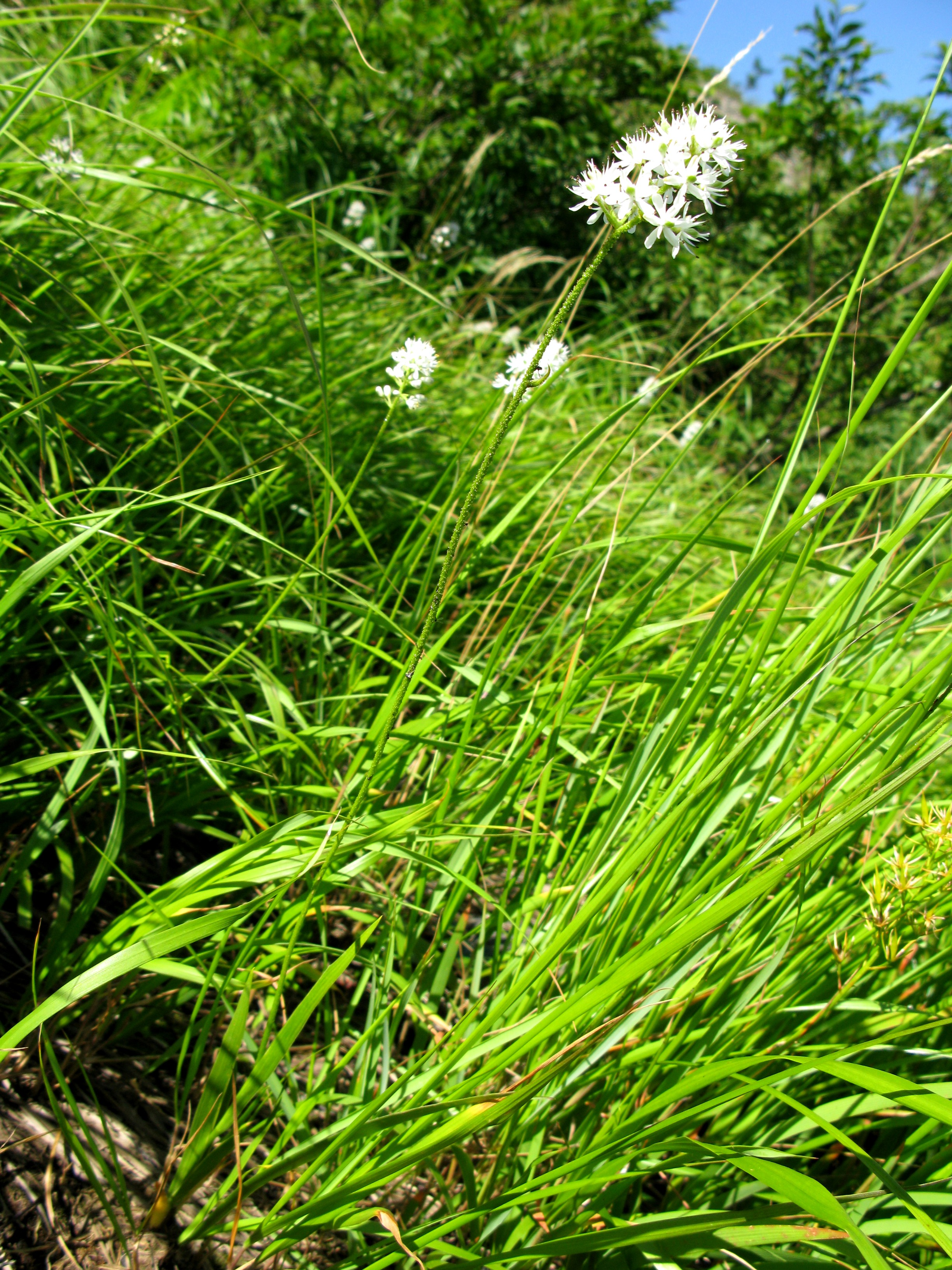
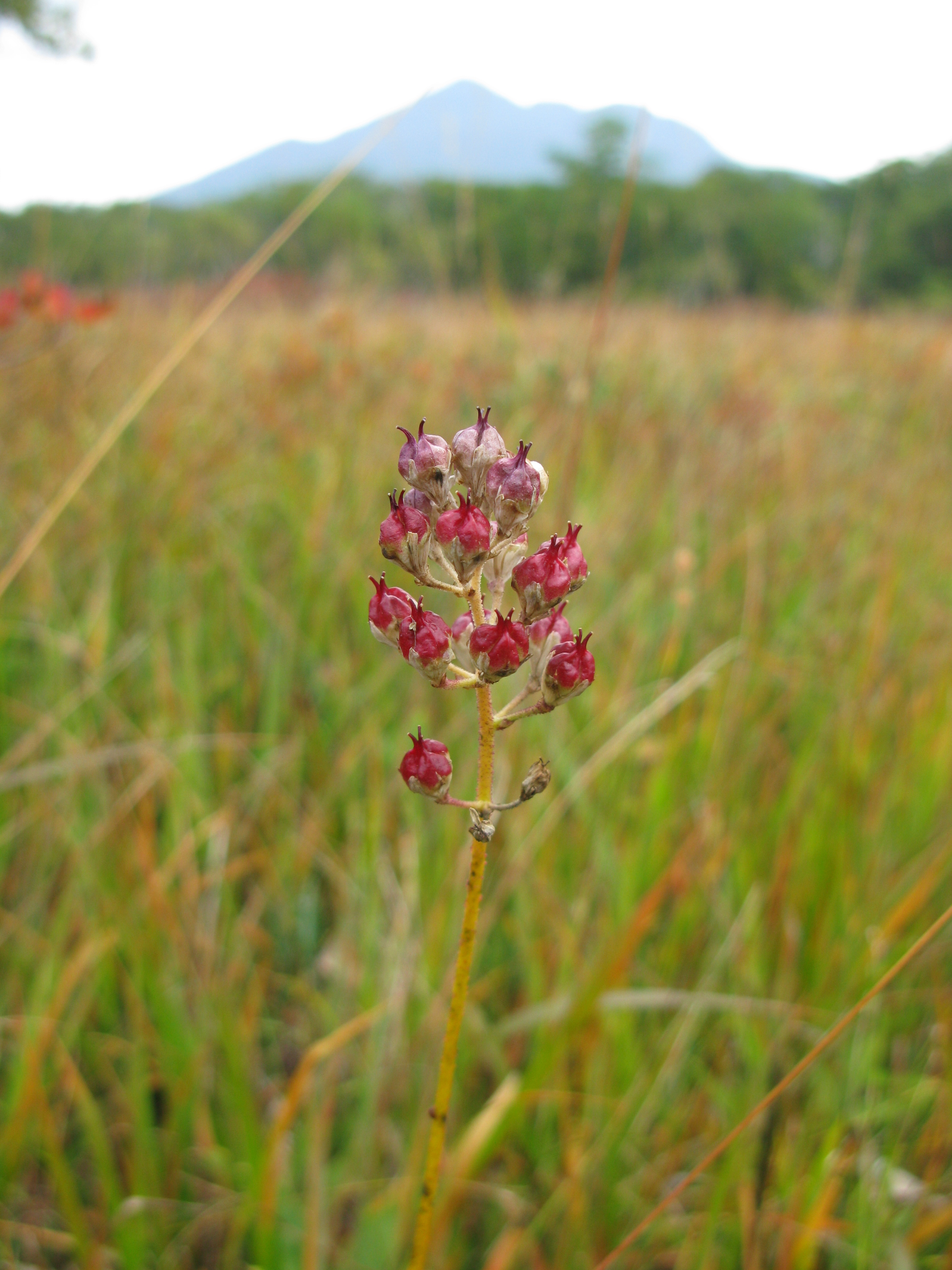